# سباستین گونزالس (بازیکن فوتبال آرژانتین)
سباستین گونزالس (اسپانیایی: Sebastián González‎؛ زادهٔ ۴ مارس ۱۹۹۲) بازیکن فوتبال اهل آرژانتین است.